# ネブワース・ハウス

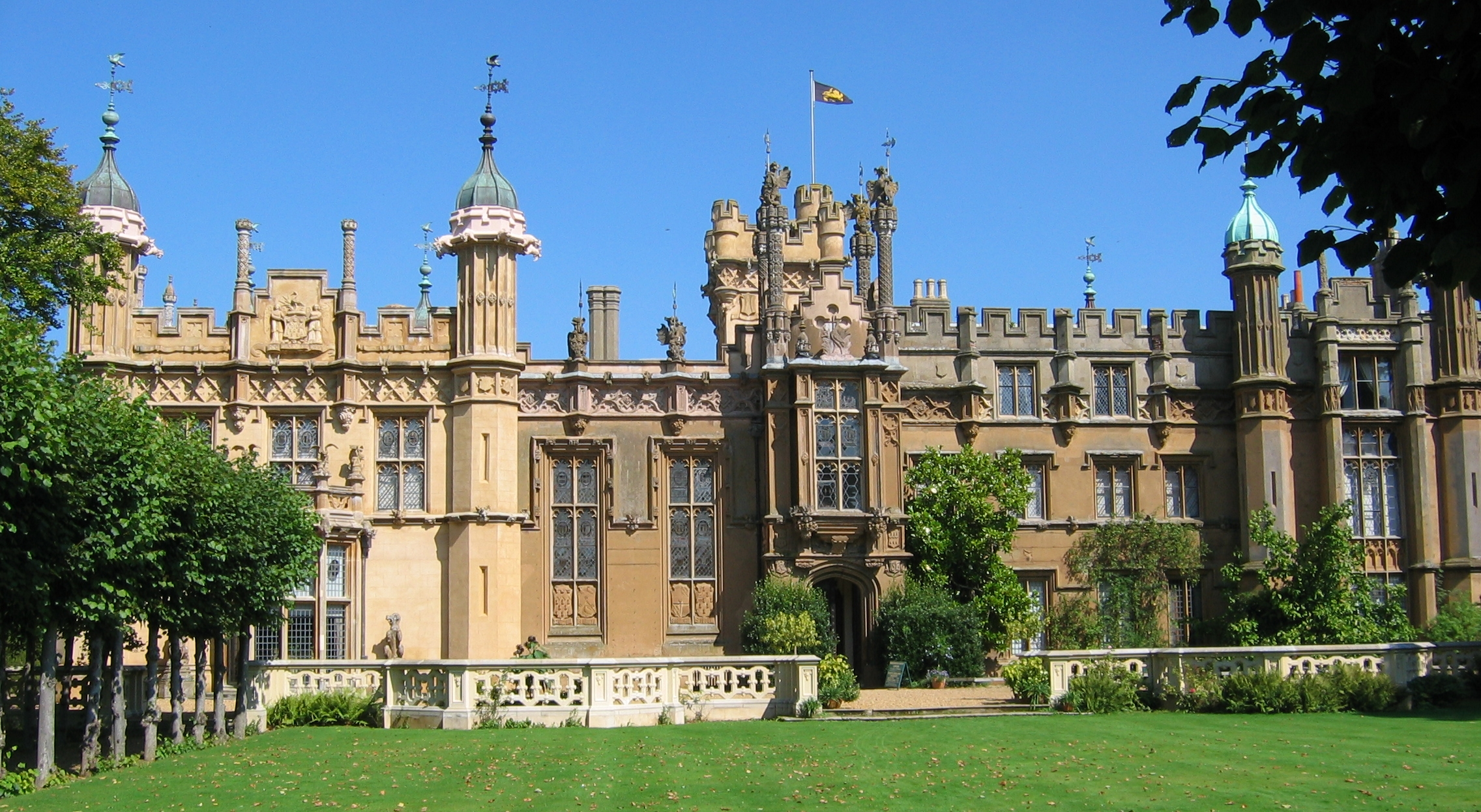
ネブワース・ハウス

ネブワース・ハウス (英語: Knebworth House) は イングランドのハートフォードシャー、ネブワースにあるカントリー・ハウスである。建物はイギリス第2*級指定建造物であり、庭園も歴史的公園・庭園登録簿で第2*級に指定されている。周りの公園に中世の聖メアリ教会とリットン家の霊廟がある。
1974年よりたびたび行われている野外ロックコンサートであるネブワース・フェスティバルの開催地であり、2014年までは別のハードロックフェスティバルであるソニスフィア・フェスティバルの開催地でもあった。

## 来歴
1490年以来、リットン家の屋敷となっている。1811年から1816年にかけて、屋敷は建物を少なくして西翼だけになった。この西翼はジョン・ビアッジョ・レベッカがエリザベス・ブルワー＝リットンのためにデザインしたチューダーゴシックスタイルにもとづくプランで改装された。1843年から1845年にかけて、建築家ヘンリー・エドワード・ケンダル・ジュニアによって現在のようなチューダーゴシック様式の建造物に改築された。
ヴィクトリア朝の作家であるエドワード・ブルワー＝リットン (1803-1873) はこの屋敷に住んでいた。 リットン調査団で知られる第2代リットン伯爵ヴィクター・ブルワー＝リットン、その弟で芸術家・スポーツ選手のネヴィル・ブルワー＝リットンもこの屋敷に居住していた。1913年から1914年まで、この屋敷は年間3000ポンドでロシアのミハイル大公と貴賤結婚の妻であるナタリア・ブラソワに貸し出されていた。
ヴィクターの男子はともに早世したため、その爵位はネヴィルが相続した。しかし、ネブワース・ハウスはヴィクターの娘が相続して、現在もその子孫のコボールド男爵リットン＝コボールド家の所有となっている。
ハートフォードシャーのラジオ放送局であるBOB fmは、ネブワース・ハウスのポンプ小屋だったところから放送していた。

## コンサート会場

### ネブワース・フェスティバル

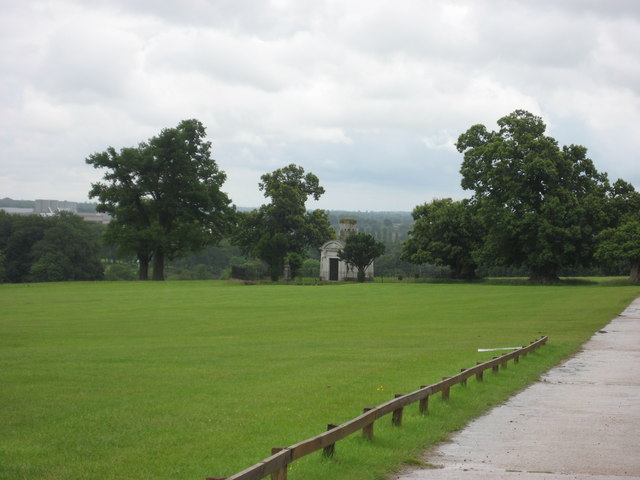
リットン家の霊廟

1974年以降、ロックコンサートであるネブワース・フェスティバルの会場となっており、ピンク・フロイド、ローリング・ストーンズ、レッド・ツェッペリン、レーナード・スキナード、クイーン、ポール・マッカートニー、ジェネシス、マイク・オールドフィールド、ザ・ビーチ・ボーイズ、ディープ・パープル、エリック・クラプトン、ダイアー・ストレイツ、レッド・ホット・チリ・ペッパーズ、アイアン・メイデン、ロビー・ウィリアムズ、オアシスなどが出演している。
1979年にネブワースでレッド・ツェッペリンが行ったライヴは、ドラマーのジョン・ボーナムが死亡する前、イギリスでロバート・プラント、ジミー・ペイジ、ジョン・ポール・ジョーンズ、ボーナムが揃って演奏した最後の機会となった。クイーンのライヴアルバム『ライヴ・マジック』に収録されている楽曲は1986年8月9日のネブワースでのライヴでの演奏が中心であり、このコンサートがフレディ・マーキュリーが生前にバンドとともに出演した最後のショーになった。1996年8月10日-11日にオアシスが行ったコンサートは収録され、コンサート映画『オアシス：ネブワース1996』としてリリースされている。

### その他の音楽活動
2014年までは別のロックフェスティバルであるソニスフィア・フェスティバルの会場として使用されており、2014年には日本のBABYMETALなども出演した。
2018年にガールズグループのリトル・ミックスがネブワース・ハウスで"Woman Like Me"のミュージック・ビデオを撮影した。2020年にはリトル・ミックスはストリーミング用ライヴである「アンキャンセルド」もここで収録した。

## メディアへの登場
ネブワース・ハウスでは様々な映像作品の撮影が行われている。

### 映画
1956年の映画『追想』でマリア・フョードロヴナ皇太后のデンマークの屋敷という設定で使用された。1989年の映画『バットマン』ではブルース・ウェインの屋敷の一部ということで撮影が行われている。2009年の映画『聖トリニアンズ女学院2』にも登場している。2010年の『英国王のスピーチ』では英国王室が所有しているバルモラル城という設定で使われた。

### テレビ
テレビシリーズ『おしゃれ(秘)探偵』(The Avengers, 1961-1969) では"Invasion of the Earthmen" (1968) の一部がここで撮影された。1996年にオスカー・ワイルドの短編「カンタヴィルの幽霊」を原作として作られたテレビ映画『幽霊は臆病者　カンタヴィル・ゴースト』もここで撮影されている。2004年から2013年に放送された『アガサ・クリスティー ミス・マープル』では複数回、撮影に使用されている。